# Beatles for Sale (EP)
Beatles for Sale è l'ottavo EP dei Beatles, pubblicato in Gran Bretagna il 6 aprile 1965 dalla Parlophone. L'EP fu pubblicato esclusivamente in formato mono. La foto di copertina è la stessa utilizzata per l'album LP Beatles for Sale.

## Tracce
1. No Reply (John Lennon e Paul McCartney)
2. I'm a Loser (John Lennon e Paul McCartney)
3. Rock and Roll Music (Chuck Berry)
4. Eight Days a Week (John Lennon e Paul McCartney)

## Musicisti
- George Harrison — chitarra solista, voce
- John Lennon — voce, chitarra ritmica
- Paul McCartney — voce, basso
- Ringo Starr — batteria, percussioni